# Hidrografia României

Rețeaua hidrografică a României

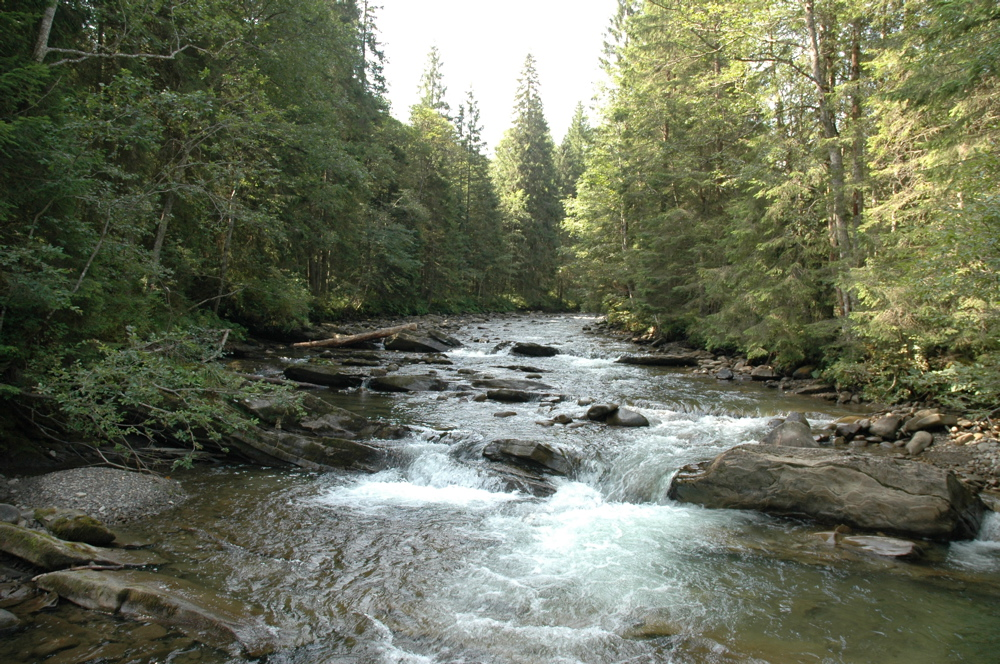
Râul Prut.

Hidrografia României se referă la totalitatea apelor de pe teritoriul acestei țări. România beneficiază de toate tipurile de unități acvatice: fluvii și râuri, lacuri, ape subterane, ape marine. Particularitățile hidrografice și hidrologice ale României sunt determinate, în principal, de poziția geografică a țării în zona climatului temperat-continental și de prezența arcului carpatic. Factorul antropic a contribuit la unele modificări ale acestor particularități.
Apele curgătoare izvorăsc, în cea mai mare parte, din coroana centrală a Carpaților și sunt colectate, aproape în totalitate, de Dunăre. Râurile din vestul României sunt adunate de Tisa care face hotarul de nord al țării pe o mică distanță. Printre alfuenții ei, mai importanți sunt: Someșul, Crișul, care adună apele dintr-o bună parte a Munților Apuseni, și Mureșul. În Banat, principalul râu este Timișul, dar navigabil este numai Bega. Râurile mai mari din sudul țării sunt: Jiu, care străbate cele două bazine carbonifere, Petroșani și Rovinari-Motru; Oltul, care ferăstruiește Carpații în mai multe defilee; Argeșul, care traversează Muntenia în diagonală, iar afluentul său, Dâmbovița, trece prin București; Ialomița, care străbate Bărăganul de la vest la est. În estul țării, Siretul adună mari afluenți din Carpați (între care Moldova, Bistrița, Trotuș, Buzău) și din Podișul Moldovei (Bârladul), înregistrând, aproape de vărsarea în Dunăre, cel mai mare debit al râurilor interioare; Prutul e cel mai mare rau din România,cu un debit foarte mare și o lungime foarte lungă.
Lacurile se întâlnesc pe toate treptele de relief și au forme, mărimi și origini foarte variate. Deși în numar mare (3500) sunt, în general, reduse ca suprafață (1,1% din teritoriul țării). Cele mai mari sunt cele din sistemul lagunar Razim, sau unele limane maritime (Tașaul, Siutghiol, Techirghiol), ori fluviale (Lacul Oltina în sudul Dobrogei, Snagov la nord de București). Ele sunt importante ca locuri de agrement și pentru pescuit. Mult mai mici sunt lacurile de munte, unele de origine glaciară (Bucura), altele de baraj natural (Lacul Roșu), ori cantonate în cratere vulcanice (Sfânta Ana de langă Băile Tușnad, singurul de acest gen). Numeroase sunt și lacurile de acumulare de interes hidroenergetic (lacul de la Porțile de Fier pe Dunăre, Izvorul Muntelui pe Bistrița, Vidraru pe Argeș, Vidra pe Lotru, etc.) sau pentru alimentări cu apă - pe văile Uzului, Doftanei, Firizei.
Cele mai importante râuri din România sunt:
- Dunărea: Al doilea fluviu din Europa ca dimensiuni și debit (după Volga), având 2860 de km lungime, dintre care 1 075 km se află în România. Izvorăște din munții Pădurea Neagră, prin râurile Breg și Brigach, suprafața bazinului hidrografic fiind de 805 300 km². Sectorul inferior, de la Baziaș la vărsare, are 1 075 km, dintre care 144 km sunt parcurși printr-un defileu, cu o porțiune numită „Cazane”. Dunărea este un important drum fluvial internațional, curgând prin 10 țări (Germania, Austria, Slovacia, Ungaria, Croația, Serbia, Bulgaria, România, Republica Moldova și Ucraina) și are afluenți în alte 7 țări. Trece prin 4 capitale de stat: Viena, Bratislava, Budapesta și Belgrad.
- Mureș: Afluent al Tisei. Mureșul este al II-lea râu ca lungime din România, după Dunăre. Are 803 km, din care 761 km se află pe teritoriul României. Izvorăște din Munții Hășmaș (Carpații Orientali), trece prin depresiunea Giurgeu, traversează Munții Căliman și Gurghiu (prin defileul Toplița-Deda, lung de 50 de km), străbate partea centrală a Podișului Transilvaniei (trecând prin orașele, Reghin, Târgu-Mureș, Luduș, Iernut, Aiud), intră în Câmpia Aradului, trece prin municipiul Arad și, la vest de orașul Nădlac, definește granița între România și Ungaria pe 31 de km, după care intră în Ungaria și se varsă în Tisa. În Antichitate era numit „Maris” sau „Marisia”.
- Olt: Este un afluent al Dunării, având o lungime de 615 km. Izvorăște din Munții Hășmaș și traversează partea de sud-est a Transilvaniei. Apoi traversează Carpații Meridionali prin defileul Turnu Roșu și traversează Câmpia Română, formând limita între Muntenia și Oltenia. În vecinătatea Oltului sunt așezate orașele (municipiile) Miercurea Ciuc, Sfântu-Gheorghe, Făgăraș, Râmnicu Vâlcea și Slatina. Tronsonul de la Făgăraș la Dunăre a fost amenajat printr-un lanț de centrale hidroelectrice.

- Prut: Lung de 953 km si cu un debit de 450 m3/sec., izvorăște din Carpații Păduroși ai Ucrainei, de unde curge spre est, mare parte din curs fiind apoi pe direcția sud-est. Se varsă în Dunăre lângă Reni, la est de orașul Galați. Formează granița între România și Republica Moldova. În perioada interbelică râul era navigabil până la Ungheni, însă în perioada comunistă navigația pe râu a fost treptat abandonată, șenalul nemaifiind întreținut decât pe partea Republicii Moldova pana la Leova. . Principalul afluent pe partea dreaptă este Jijia cu afluenții Bahlui și Bașeu. Pe Prut există amenajări hidroenergetice (la Stânca-Costești) realizate împreună cu URSS.
- Siret: Izvorăște în Carpații de nord, pe teritoriul Ucrainei de azi, în Bucovina de Nord. Parcurge 706 km și se varsă în Dunăre, lângă Galați. Dintre afluenții Dunării pe teritoriul Romaniei, are cel mai mare bazin hidrografic din țară, fiind râul intern cu al doilea cel mai mare debit de pe teritoriul Romaniei (un debit mediu multianual de peste 225 mc/s la vărsare). Principalii afluenți ai Siretului sunt: pe partea dreaptă Suceava, Moldova, Bistrița, Trotuș, Putna și Buzău, iar pe partea stângă, Bârlad. Pe cursul său, au fost realizate în perioada comunistă mai multe baraje și lacuri de acumulare, reducând, nu eliminând, pericolul de inundații (cele mai recente au fost în anul 2005). Principalele orașe de pe sau din apropierea cursului său sunt: Siret, Pașcani, Roman, Bacău, Adjud și Galați.

Alte râuri importante sunt: Someș, Crișurile (Crișul Alb, Crișul Negru și Crișul Repede), Timișul, Jiul, Argeș și Ialomița.
Cu toată densitatea mare a rețelei hidrografice, din punctul de vedere al resurselor generate pe teritoriul propriu (fără aportul adus din alte țări de Dunăre și alte râuri mai mici) România este una din țările cele mai sărace în resurse de apă pe kilometru patrat din Europa.

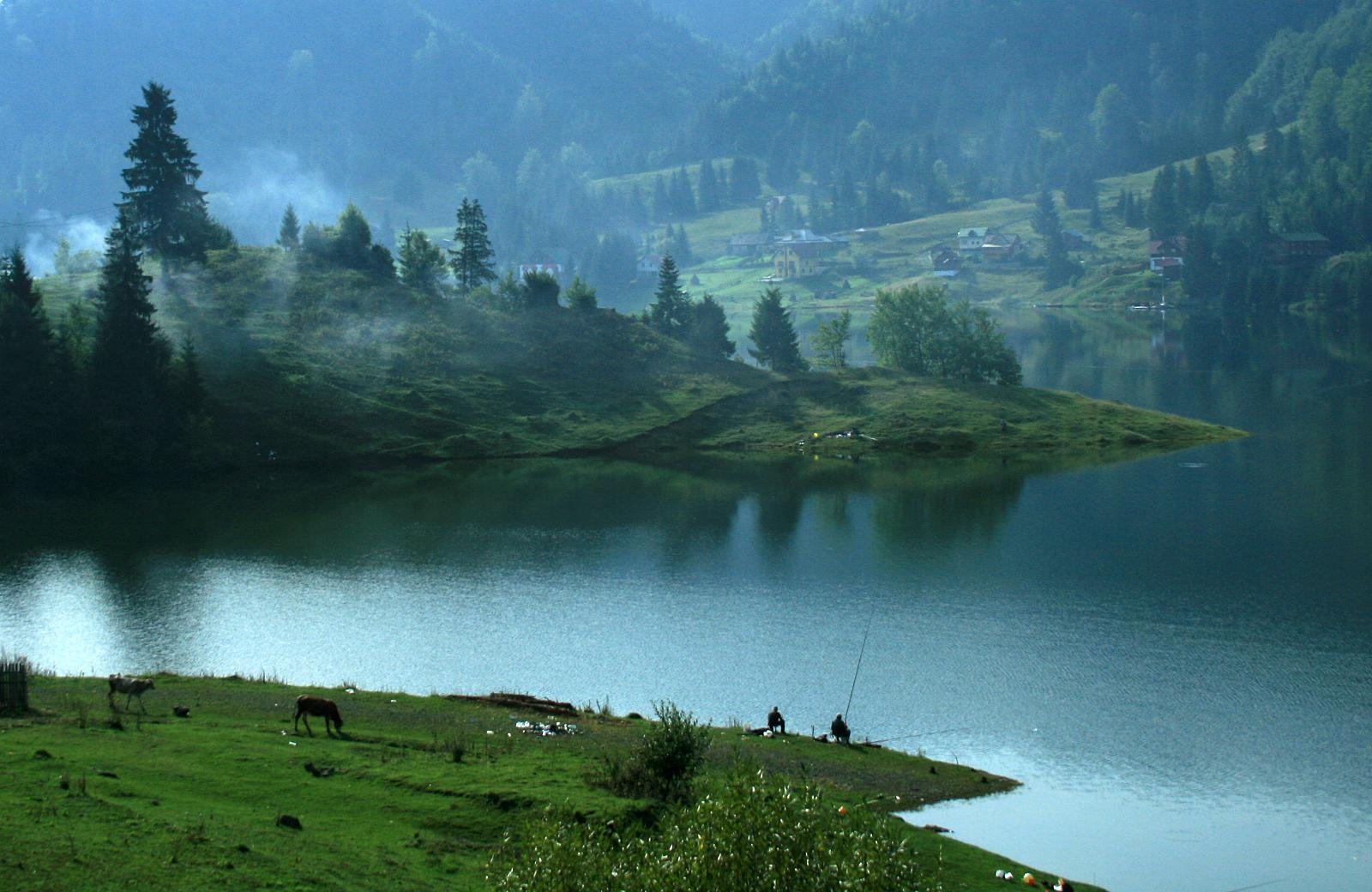
Lacul Cobilița, în județul Bistrița-Năsăud.